# Cyrtodactylus jelawangensis
Espèce
Cyrtodactylus jelawangensis est une espèce de geckos de la famille des Gekkonidae.

## Répartition
Cette espèce est endémique du Kelantan en Malaisie péninsulaire.
Elle se rencontre à Kem Baha sur le Gunung Stong.

## Étymologie
Son nom d'espèce, composé de jelawang et du suffixe latin -ensis, « qui vit dans, qui habite », lui a été donné en référence au lieu de sa découverte, le Hutan Lipur Jelawang.

## Publication originale
- Grismer, Wood, Anuar, Quah, Muin, Mohamed, Onn, Sumarli, Loredo & Heinz, 2014 : The phylogenetic relationships of three new species of the Cyrtodactylus pulchellus complex (Squamata: Gekkonidae) from poorly explored regions in northeastern Peninsular Malaysia. Zootaxa, no 3786 (3), p. 359–381.